# Mousse au chocolat
La mousse au chocolat est un dessert dont la composition traditionnelle comporte au minimum du chocolat et du blanc d'œuf, monté en neige. Elle peut parfois être agrémentée de sel ou de jaune d’œuf, de sucre ou de crème montée, d'épices ou de zestes d'agrumes.

## Histoire
La mousse au chocolat est créée par le Suisse Charles Fazi, cuisinier de Louis XVI et en 1755 le chef Menon la décrit sous le nom « Mousse de chocolat », un terme qui s'appliquait aussi à l'écume sur la boisson de chocolat.
En 1820, André Viard en donne une recette (chocolat, jaune d'œuf, crème et sucre) dans Cuisinier royal, contribuant ainsi à populariser ce dessert,.
L'invention de la recette comportant du cacao, du blanc d'œuf monté en neige et du beurre est attribuée à Toulouse-Lautrec.

## Recette

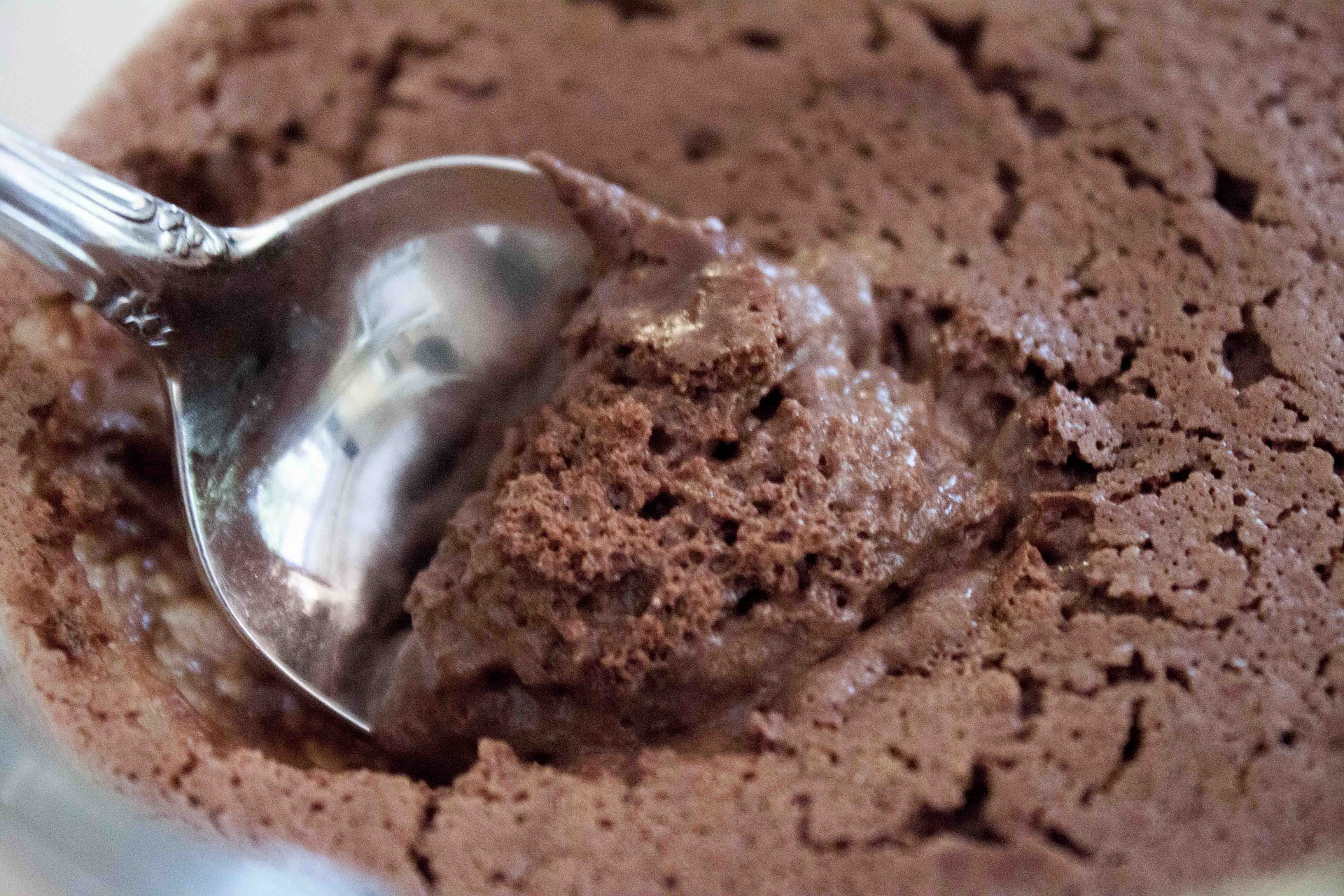
Mousse au chocolat végétalienne, sans œuf.

Il existe de nombreuses recettes de mousse au chocolat dont la composition peut varier. Elle contient toujours au minimum du chocolat et classiquement des blancs d'œuf montés en neige ou parfois de la crème fouettée, avec ou sans gélatine. D'autres ingrédients sont parfois incorporés : des jaunes d'œufs, du lait, de la crème ou du beurre, voire des épices (cannelle, vanille, thé, gingembre). 
Des versions végétaliennes utilisent, à la place de l'œuf, du jus de haricots rouges, de haricots blancs, de pois chiches ou du tofu soyeux.

## Iconographie

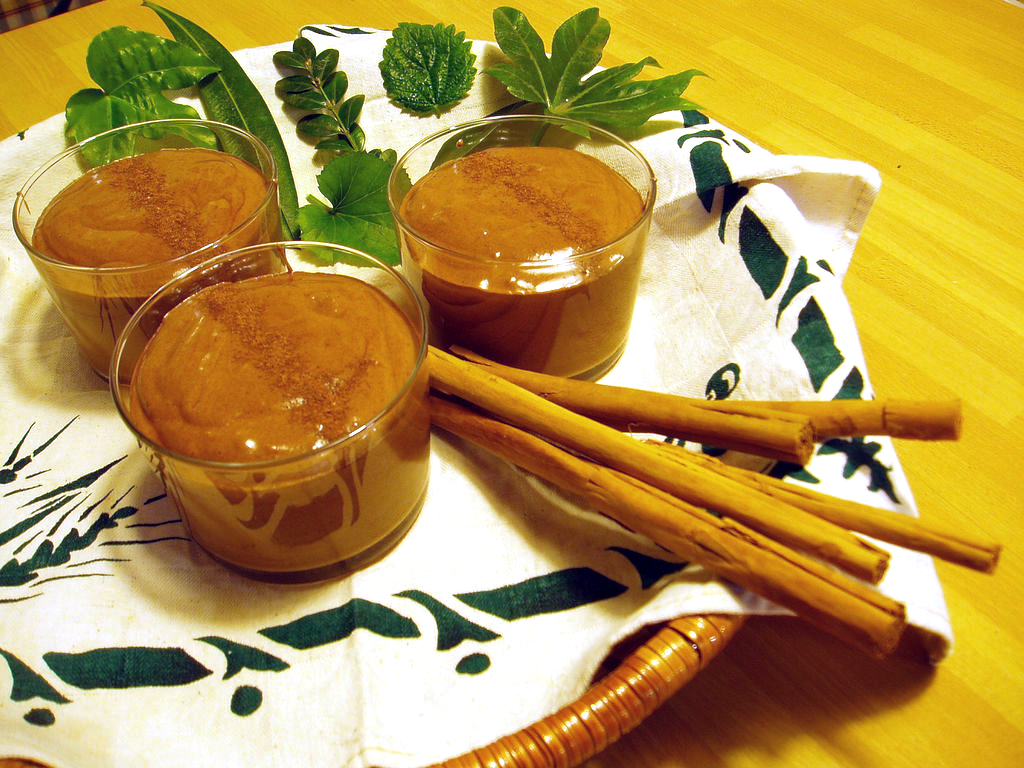
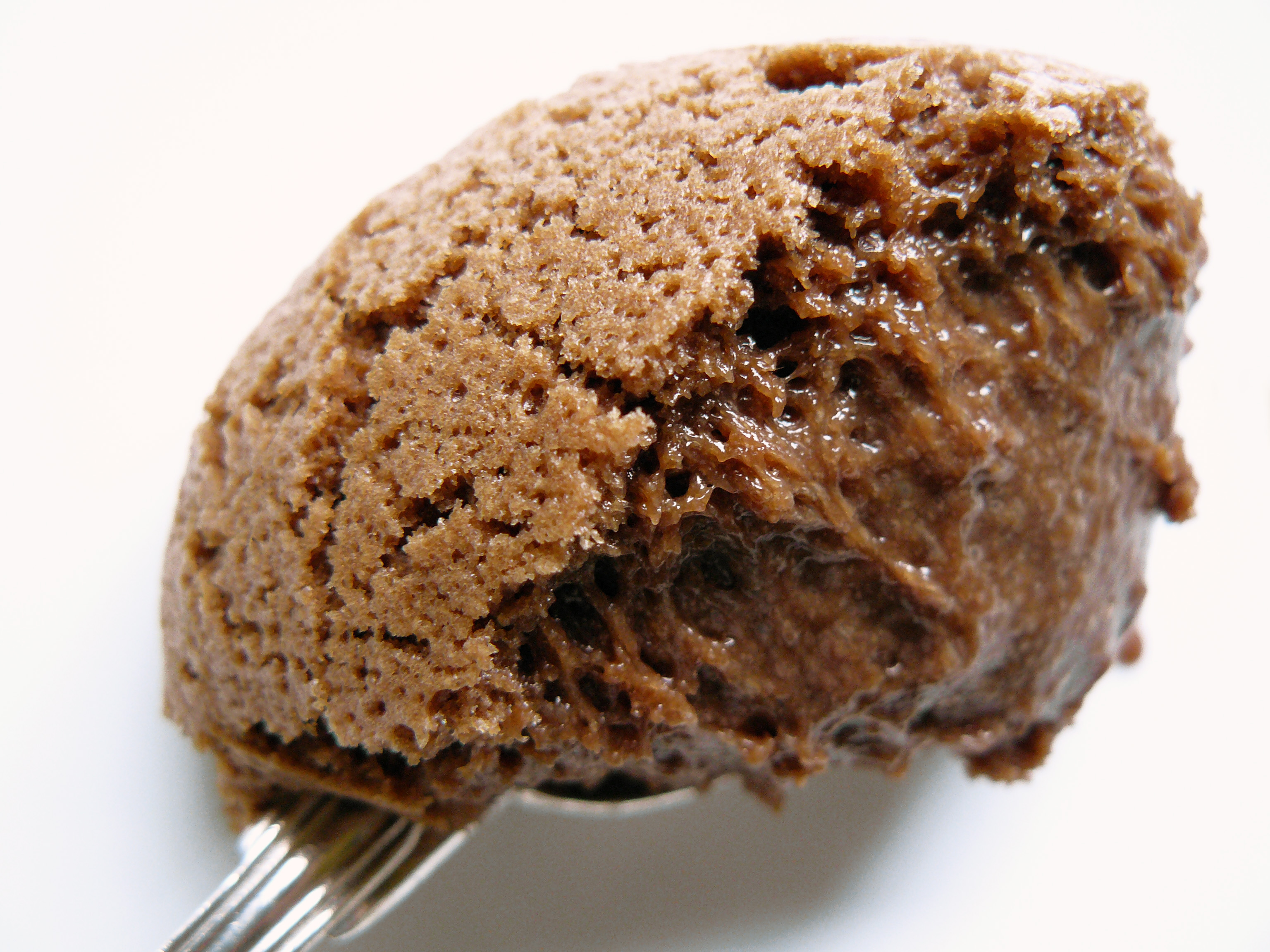
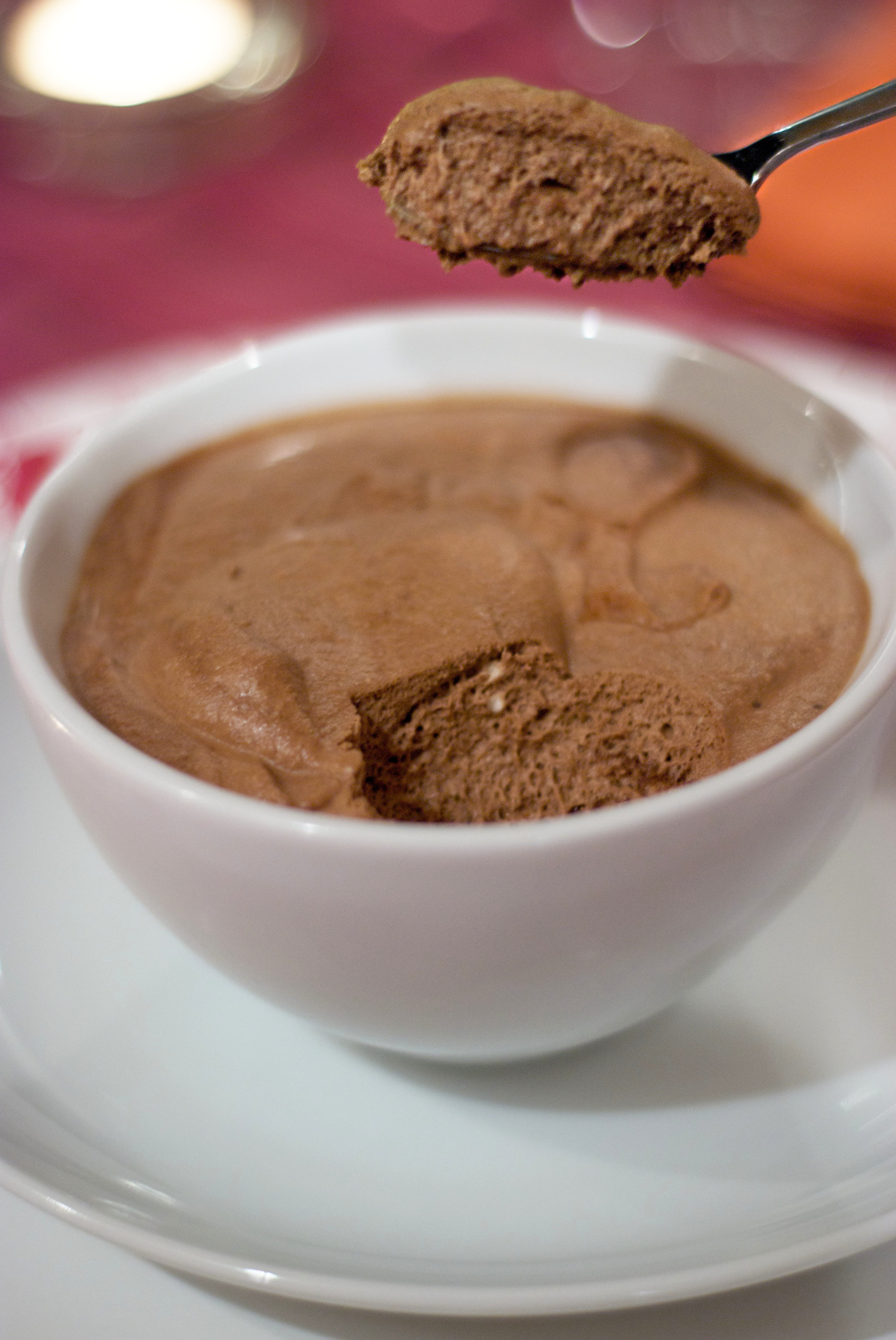
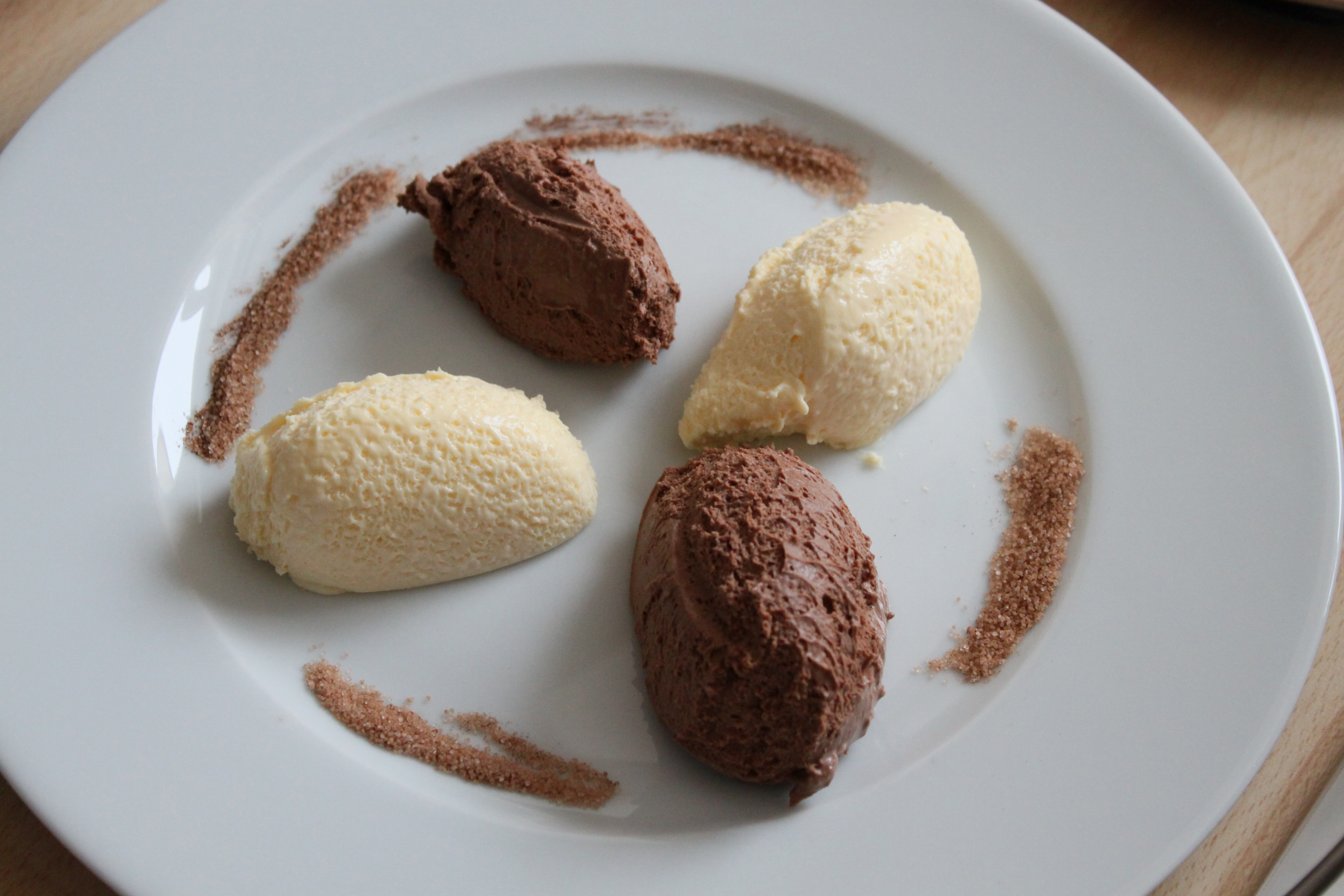